# 布赖恩·科比尔卡
布莱恩·科比尔卡（英語：Brian Kobilka，1955年5月30日—），美国斯坦福大学医学院分子和细胞生理学教授和博士。他也是ConfometRx，一家专注于G-蛋白偶联受体的生物技术公司的共同创办人。在2011年他成为美国国家科学院院士。2012年因在G蛋白偶联受体方面的成就获得诺贝尔化学奖。

## 早年
科比尔卡生于明尼苏达州中部的小城利特尔福尔斯。他的祖父和父亲均为面包师，母亲做蛋糕。后来他进入明尼苏达大学德卢斯分校学习生物学和化学，在那里他遇见了未来的妻子、马来西亚华人田东山。他和田东山一起在大学发育生物学实验室工作，曾经自制过组织培养皿。后来在耶鲁大学读研究生，开始对生死关头作用于G蛋白偶联受体的药物产生兴趣，尤其是肾上腺素和去甲肾上腺素受体，它们可以使呼吸道通畅，并提高心率。
后进入圣路易斯华盛顿大学医学院巴恩斯医院内科，在杜克大学的罗伯特·莱夫科维茨指导下作博士后研究。1987年至2003年任霍华德·休斯医学研究所研究员。

## 研究
科比尔卡最出名的是贡献是对G蛋白偶联受体（GPCR）的结构和活性的研究，特别是，科比尔卡实验室的工作确定了β2-肾上腺素受体的分子结构。科比尔卡加入时，实验室才刚刚开始思考如何克隆基因的β2-肾上腺素能受体（β2AR），并确定它的基因序列。但该受体如此之小，该小组只能从足够的蛋白质中搜集一些小块，利用其可能的基因序列作识别。科比尔卡决定建立一个哺乳动物的基因组序列库，并利用已有的小段序列筛选它们。这使得全序列的克隆成为可能。这项工作已经被其他科学家多次引用，因为G蛋白偶联受体是药物疗法的重要目标，但也是X射线晶体学中非常难处理的工作。

## 荣誉
1994年，科比尔卡获得美国药理学和实验疗法学会阿贝尔药理学奖。他在G蛋白偶联受体结构方面的工作被《科学》杂志评为2007年“年度突破奖”第二位。

## 个人生活
科比尔卡是波兰裔美国人，他的祖父和父亲是面包师。他与妻子田東山育有两个孩子。